# Berta Jikeli
Berta Caroline Jikeli (później Glienke, ur. 19 kwietnia 1911 w Sybinie, zm. 7 października 2000 w Heilbronn) – rumuńska lekkoatletka (dyskobolka), która wystąpiła na Letnich Igrzyskach Olimpijskich 1928, gdzie zajęła 18. miejsce w eliminacjach z wynikiem 28,19 m i nie awansowała do finału.
Swój rekord życiowy (31,88) ustanowiła 5 października 1928 w Braszowie – wynik ten do 1936 był rekordem Rumunii.